# Héctor Garibay
Héctor Garibay Flores (Totoral, 9 de julio de 1988) es un atleta boliviano que se especializa en carreras de larga distancia. Ganó la maratón Internacional de la Ciudad de México de 2023, con un tiempo de 2:08:23.

## Biografía
Garibay nació en la localidad de Totoral, en el departamento boliviano de Oruro, donde vivió con sus padres hasta que se mudaron a la ciudad de Oruro en 2003, cuando tenía 15 años, para que siguiera sus estudios.
El atleta estuvo en diferentes clubes de fútbol de Oruro, y llegó a participar en alguna Copa Simón Bolívar, que se disputa a nivel nacional. Se desempeñaba como lateral izquierdo. Uno de los clubes que integró se llamaba La Joya, donde jugó en 2013. Garibay se graduó de Mecánica Industrial, y luego el trabajo de mecánico le permitió comprarse un taxi. Fue así como dejó de ser mecánico para dedicarse al fútbol y a ser taxista, para poder sostenerse económicamente.

## Carrera
Antes de empezar a competir en el atletismo, Garibay jugaba fútbol en equipos amateur de Oruro, hasta que tuvo una lesión en 2018, la cual no le permitió seguir jugando por varios meses. El fisioterapeuta le recomendó que trotara como parte de su recuperación, por lo que comenzó su trabajo de rehabilitación en el estadio Jesús Bermúdez, fue entonces cuando fue descubierto por Nemia Coca, una entrenadora de atletas de fondo, y la cual le realizó una invitación para unirse a su club.
Garibay tuvo su primera experiencia internacional en 2019 al marcar un tiempo de 14:24.68 en el Campeonato Sudamericano de Lima, terminó décimo en los 5000 metros planos. En 2021 llegó al Campeonato Sudamericano de Guayaquil con 30:35.85 min en el sexto puesto en los 10.000 metros planos. Al año siguiente ganó los Juegos Bolivarianos de Valledupar en 29:42.54 min ganó la medalla de plata en los 10.000 metros planos detrás de su compatriota Vidal Basco y luego alcanzó el campeonato mundial en Eugene con 2:12:44 h, donde quedó en el puesto 36 en la maratón. En octubre participó en los Juegos Sudamericanos de Asunción y ganó allí con 29:35.87 min la medalla de bronce en los 10.000 metros detrás de los chilenos Carlos Díaz e Ignacio Velásquez.
En 2019 y 2022, Garibay fue campeón de Bolivia en los 5000 metros planos. El 27 de agosto de 2023 participó en la Maratón Internacional de la Ciudad de México, donde además de conseguir el primer puesto, batió el récord histórico de aquella maratón, con 2 horas con 8 minutos y 23 segundos.

## Palmarés internacional
| Fecha                    | Competición                        | Lugar          | Medalla        | Prueba        | Marca   |
| ------------------------ | ---------------------------------- | -------------- | -------------- | ------------- | ------- |
| 2 de mayo de 2021        | Campeonato Sudamericano de Maratón | Asunción       | 02 ! [ 4 ]     | Maratón       | 2h22:27 |
| 10 de octubre de 2021    | Maratón de Buenos Aires            | Buenos Aires   | 01 ! [ 5 ]     | Maratón       | 2h11:58 |
| 11 de septiembre de 2022 | Maratón Lima 42k                   | Lima           | 02 ! [ 6 ]     | Maratón       | 2h10:50 |
| 27 de agosto de 2023     | Maratón de México                  | México D. F.   | Medalla de oro | Maratón       | 2h08:23 |
| 24 de septiembre de 2023 | Carrera París-Versalles            | París          | 02 ! [ 7 ]     | 16 km         | 0h50:45 |
| 5 de mayo de 2024        | Rio City Half Marathon             | Río de Janeiro | 01 ! [ 8 ]     | Media maratón | 1h03:29 |
| 27 de octubre de 2024    | 10k de San Isidro                  | Buenos Aires   | 01 ! [ 9 ]     | 10 km         | 0h29:27 |

## Marcas personales
- 3000 metros (interior): 8:43.95 minutos, 19 de enero de 2020 en Cochabamba
- 5000 metros: 14:17.11 minutos, 6 de abril de 2019 en Cochabamba
- 10.000 metros: 29:27 minutos, 27 de octubre de 2024 en Buenos Aires[9]
- Maratón: 2:07:44 h,[10] 19 de febrero de 2023 en Sevilla (récord boliviano)

## Enlaces web
- Ficha en World Athletics (en inglés).

- Datos: Q107353354
- Multimedia: Héctor Garibay / Q107353354